# Oligoryzomys fornesi
Oligoryzomys fornesi és una espècie de mamífer rosegador de la família dels cricètids. Viu al nord-est de l'Argentina, l'est del Paraguai i el centre-sud del Brasil. Els seus hàbitats naturals són les zones obertes, els herbassars i les zones mixtes de bosc de galeria i matollar. Algunes poblacions estan amenaçades per la desforestació.
L'espècie fou anomenada en honor del zoòleg argentí Abel Fornes.